# Brent Sutter
Brent Colin Sutter (* 10. Juni 1962 in Viking, Alberta) ist ein ehemaliger kanadischer Eishockeystürmer und derzeitiger -trainer. Derzeit fungiert er als Trainer und Besitzer der Red Deer Rebels in der Western Hockey League.

## Karriere
Brent Sutter begann seine Karriere 1977 in der zweitklassigen kanadischen Juniorenliga Alberta Junior Hockey League bei den Red Deer Rustlers. Zum Ende der Saison 1979/80 wechselte er in die erstklassige Juniorenliga Western Hockey League zu den Lethbridge Broncos. Im NHL Entry Draft 1980 wurde er in der ersten Runde an Position 17 von den New York Islanders ausgewählt, kam in der Saison 1980/81 auch gleich zu drei Einsätzen in der National Hockey League, in denen er zwei Tore erzielte und zwei vorbereitete, wurde dann aber wieder zurück in die WHL geschickt. Auch in der darauffolgenden Saison spielte er erst für Lethbridge, wurde dann aber endgültig in den NHL-Kader der Islanders berufen und gewann am Saisonende seinen ersten Stanley Cup.
1982/83 spielte Sutter eine mäßige reguläre Saison mit 40 Punkten in 80 Spielen, doch in den Playoffs gehörte er mit zehn Toren und elf Assists zu den besten Scorern, als die Islanders erneut den Stanley Cup gewannen. Im Jahr darauf zogen sie erneut ins Finale ein, doch scheiterten an den Edmonton Oilers. 1984/85 hatte Sutter seine mit Abstand beste Saison und erzielte insgesamt 102 Scorerpunkte. Sutter spielte insgesamt zehn Jahre bei den Islanders und führte das Team ab 1987 als Mannschaftskapitän an, ehe er im Oktober 1991 zu den Chicago Blackhawks transferiert wurde und gleich in seiner ersten Saison das Stanley-Cup-Finale erreichte.
Drei Jahre spielte er bei den Blackhawks unter seinem Bruder Darryl Sutter als Cheftrainer, der 1995 das Team verließ. Brent Sutter blieb noch bis 1998 und beendete dann seine Karriere als Spieler.
1999 kaufte er die Red Deer Rebels aus der kanadischen Juniorenliga WHL und nahm die Posten als Trainer und General Manager des Teams ein. 2001 gewann er mit den Rebels die Playoffs der WHL und schließlich den Memorial Cup, die wichtigste Trophäe im kanadischen Eishockeysport der 16- bis 21-Jährigen. In den folgenden zwei Jahren führte er die Rebels noch zweimal ins Finale der WHL-Playoffs, doch sie unterlagen beide Male. 2005 und 2006 betreute er die kanadische U20-Nationalmannschaft bei der Juniorenweltmeisterschaft als Cheftrainer und führte sie in beiden Jahren zur Goldmedaille.
Am 12. Juli 2007 legte Brent Sutter seine Ämter als Cheftrainer und General Manager der Red Deer Rebels nieder. Sein Bruder Brian Sutter übernahm daraufhin den Trainerposten. Einen Tag später präsentierten ihn die New Jersey Devils aus der NHL als neuen Trainer. Im August und September 2007 betreute Sutter die kanadische Juniorenauswahl bei der dritten Auflage der Summit Series als Cheftrainer.
Zur Saison 2009/10 wurde er bei den Calgary Flames angestellt, wo er bis zum Ende der Saison 2011/12 tätig war.

## Karrierestatistik
(Legende zur Spielerstatistik: Sp oder GP = absolvierte Spiele; T oder G = erzielte Tore; V oder A = erzielte Assists; Pkt oder Pts = erzielte Scorerpunkte; SM oder PIM = erhaltene Strafminuten; +/− = Plus/Minus-Bilanz; PP = erzielte Überzahltore; SH = erzielte Unterzahltore; GW = erzielte Siegtore; 1 Play-downs/Relegation; Kursiv: Statistik nicht vollständig)

## Erfolge und Auszeichnungen

### Als Spieler
- Stanley Cup 1982 und 1983
- Canada Cup 1984, 1987 und 1991
- Bronzemedaille bei der Weltmeisterschaft 1986

### Als Trainer
- 2001 President’s-Cup-Gewinn mit den Red Deer Rebels
- 2001 Memorial-Cup-Gewinn mit den Red Deer Rebels
- 2001 CHL Coach of the Year Award
- 2001 Dunc McCallum Memorial Trophy
- Juniorenweltmeister 2005 und 2006

## Familie
Brent Sutter hat sechs Brüder, von denen es fünf in die NHL geschafft haben. Darryl Sutter absolvierte 406 Spiele und erzielte 279 Punkte, war bis Ende 2010 General Manager der Calgary Flames und trainierte mehrere NHL-Teams. Bei den Islanders spielte Brent Sutter zusammen mit seinem älteren Bruder Duane, der insgesamt vier Mal den Stanley Cup gewann. Duane kam 731 Mal in der NHL zum Einsatz und erzielte 342 Punkte. Von 2000 bis 2002 trainierte er die Florida Panthers und war später als Funktionär tätig. 
Brian Sutter spielte 779 Spiele mit 636 Punkten für die St. Louis Blues, die seine Trikotnummer 11 zu seinen Ehren sperrten. Neun Jahre war er Mannschaftskapitän des Teams. Seit 1988 trainierte er unter anderem die Calgary Flames und die Boston Bruins und wurde 1991 mit dem Jack Adams Award als bester Trainer der NHL geehrt.
Rich Sutter spielte 874 Spiele in der NHL und erzielte 315 Punkte. Für etwas mehr als ein Jahr spielte er in Chicago unter der Leitung seines Bruders Darryl und zusammen mit Brent. Nach seiner aktiven Laufbahn war er als Talentscout für die Minnesota Wild und Phoenix Coyotes tätig. Dessen Zwillingsbruder Ron Sutter wurde ebenfalls von seinem Bruder Darryl trainiert und zwar in San Jose für insgesamt drei Jahre. Ron bestritt 1.093 Spiele in der NHL und konnte dabei 533 Punkte erzielen. Für ein Jahr war er Mannschaftskapitän der Philadelphia Flyers.
Aus der zweiten Generation der Familie zog es ebenfalls mehrere Spieler in die NHL. Während Shaun Sutter, der Sohn von Brian, zwar im NHL Entry Draft 1998 von den Calgary Flames ausgewählt wurde, allerdings nie in der NHL auflief, gelang Brett Sutter, dem Sohn von Darryl, Brandon Sutter, dem Sohn von Brent, sowie Brody Sutter, dem Sohn von Duane, der Sprung in die höchste Liga Nordamerikas. Ferner spielte Luke Sutter, der Sohn von Rich, ebenfalls kurzzeitig im Profibereich, während Riley Sutter (* 1999) als Sohn von Ron im Nachwuchsbereich aktiv ist.